# Мікель Брунет Мікель
Мікель Брунет Мікель, ісп. Miquel Brunet Miquel (*6 січня 1919, Манакор — †29 березня 2007) — іспанський художник і карикатурист.

## Біографія
Почав малювати й відчувати потяг до мистецтва ще в дитинстві, після нещасного випадку, який надовго зробив його нерухомим. Навчався ремесла кравця в Академії крою в Барселоні, але вечори віддавав малюванню. У 1941–1944 роках навчався живопису в академії, паралельно працюючи кравцем. У 1949 році повністю присвятив себе живопису. Повернувся додому, на Майорку, де інші художники, серед них Рафаель Хауме, запросили його попрацювати в художньому ремеслі. Це був період навчання: він працює зі всіма видами матеріалів та детально знайомиться з творами та техніками інших художників. Це був час активного та детального вивчення класичного іспанського живопису, знайомства зі спеціалізованими виданням зі збірок його друзів. Урбаністичний пейзаж, людське тіло чи натюрморти він пропускав через свою особистість. З великою точністю брався за перспективу та схематику малюнків. Був учасником «Ґруп Таґо», до якої входили також Франсеск Верд Дуран, Мерче Софія, Антоні Ґіменес Толедо, та інші. У 1959 році разом з ними брав участь у першій колективній виставці. Це був період об'єднання зусиль навколо постімпресіонізму і кубізму.
У 1960 році приїхав до Мадриду і протягом деякого часу мав можливість навчатися в Королівській Академії витончених мистецтв Сан Фернандо. Там познайомився з Ольгою Сахаровою та скульптором Франсіском Отерою, отримав замовлення і почав працювати з релігійними темами. Магічний та наївний тон робіт цього етапу, як і робіт Хауме Мерканта та Мікеля Рівери Баґура, контрастує з його пізнішими пейзажами, грубими та жорсткими з бідною кольоровою гамаю, від якої у 1970 році він знову повертається до повних, радісних кольорів. У цей час він входить в гурток майоркських художників «Ґруп Дімекрес», а на картинах з'являються оголенні тіла.
Його роботи виставлялися в Іспанії (Мальорка, Мадрид, Барселона), Німеччині та Сполучених Штатах. Нагороджений премією Місто слави художників (ісп. Ciudad de Palma de Pintura) (1984) та премією Рамона Йюї.